# 超対称性理論
超対称性理論（ちょうたいしょうせいりろん）とは、理論のボース粒子とフェルミ粒子に対して、それぞれ対応するフェルミ粒子とボース粒子（超対称性粒子）が存在すると考える理論、仮説のこと。ボース粒子とフェルミ粒子を入れ替える数学的変換を超対称変換と呼び、特にゲージ粒子に対しても超対称性粒子を考える理論の事を超対称ゲージ理論と呼ぶ。また、超対称性を考えた標準模型や重力理論（一般相対論）は、それぞれ超対称標準模型、超重力理論と呼ばれる。超弦理論も超対称性理論の一種である。
もし超対称性が自然界で近似としてではなく実現されているならば、現在までに知られている各素粒子に、その対となる同質量の超対称粒子が存在する。すなわち、素粒子の数が既知のものから倍増するはずである。しかしながら、現在、超対称粒子はひとつも実験的に発見されていない。2008年に稼動予定のLHC実験計画は、この超対称粒子の発見を目的のひとつとして推進されている。

## 超対称性変換
ローレンツ不変性とは言うなれば４次元ベクトルの回転対称性に相当する対称性：SO(3,1)である。超対称変換は、これをより一般的化した対称性として並進不変性を加えたポアンカレ対称性に基づく代数として理解できる。超対称変換の演算子を{\displaystyle Q_{\alpha }}とすると、その代数は
{\displaystyle \{Q_{\alpha },(Q_{\beta }){}^{\dagger }\}=P_{\mu }\gamma _{\alpha {\dot {\beta }}}^{\mu }}
と書ける。ここで、{\displaystyle P_{\mu }} は{\displaystyle x^{\mu }}方向への並進を生成する変換で、{\displaystyle \gamma }はガンマ行列である。
平たく言えば、超対称性変換をあるボソンに対して二回続けて行うと、単にもとのボゾンに戻るだけではなく、時空のどちらかの方向へすこし動くことになる。

## 歴史
中間子およびバリオンに関する超対称性は、ハドロン物理学において宮沢弘成によって1966年に初めて提唱された。しかし、このときはあまり注目されなかった。時空および基本的な場についての根本的に新しい種類の対称性として、1970年代初頭、J. L. Gervaisと崎田文二（1971年）、Yu. A. GolfandとE.P. Likhtman（1971年）、D.V. VolkovとV.P. Akulov（1972年）およびJ. WessとB. Zumino（1974年）らが独立に超対称性の概念を発見した。これは、ボース粒子とフェルミ粒子、そして時空とミクロな世界の内部対称性を統一し、異なる量子力学的な性質の素粒子間の関係を確立するものであった。
Pierre Ramond、John H. SchwarzおよびAndre Neveuによる弦理論の初期のバージョンにおいて、超対称性は1971年に初めて導入された。この超対称性の数学的構造は、後に物理学の他の領域に対して成功裏に適用された。初めにWess、Zuminoとアブドゥッサラーム、彼らの同僚の研究者たちによって素粒子物理学へ、そして後に、量子力学から統計力学までさまざまな分野において適用された。今日に至るまで、提案された多くの物理学理論の不可欠な要素であり続けている。
標準模型における現実的な超対称性の最初のバージョンは、1981年にハワード・ジョージおよびSavas Dimopoulosによって提唱され、MSSMと呼ばれた。これは、階層性問題を解決し100 GeVから1 TeVの質量を持つ超対称性パートナーを予測するために提唱された。
2009年の時点では、超対称性が自然の対称性であるという確たる実験的な証拠は見つかっていない。2010年に、CERNの大型ハドロン衝突器(LHC)が世界最大の高エネルギー衝突を実施し、超対称性粒子の探索を行っている。

## 懐疑論
超対称性理論は現在のところ机上の計算から数学的に導き出される事象の域を出ていない。2013年に「発見」が報告され2018年7月にもATLASやCMSの実験によりボトムクオークへの崩壊が確認されたヒッグス粒子の質量は、およそ125GeV であり、SUSYの破れはそのエネルギー領域で起こり超対称性粒子が現れてくるべきである。だがこれまで超対称性粒子はひとつも発見されていない。信頼できる理論としては未成熟な状態が続いており、そのためSUSYへの懐疑論が徐々に素粒子物理学者の間で高まってきている。
CERNが掲載した最新の論文(2021)では、「超対称性粒子が、いかなる条件でも全く観察されなかった」ことを改めて報告した。
仮にヒッグス粒子の超対称パートナーである「ヒグシーノ」が暗黒物質である場合、LHCの探索実験の死角に入りやすいとしている。
九州大学理学部の奥村健一特任助教は、発見されない理由が超対称性の破れによってSUSY粒子が重い質量領域にあるためであると仮説を立てている。

## 関連文献
- 佐古彰史：「超対称性ゲージ理論と幾何学：非摂動論的アプローチ」、日本評論社、ISBN 978-4-535-78468-0 (2007年9月15日).